# Склабовський Олександр Васильович
Олександр Васильович Склабовський (1793–1831) — ад'юнкт російської словесності і викладач поезії в Харківському університеті, письменник і поет, редактор «Українського журналу».

## Біографія
Походив з духовного звання і початкову освіту отримав у Воронезькій семінарії, після закінчення якої вступив до Харківського університету. У цей час у Харківському університеті серед студентів панувала особлива пристрасть до віршування, і всі з захопленням пробували свої сили в різних галузях поезії. Університетське начальство заохочувало літературні заняття студентів і навіть друкувало особливі збірки з найкращих робіт студентів. У «Творах студентів та вільних слухачів Імператорського Харківського університету», що з'явивилися в 1817 р., Склабовський надрукував перший свій твір: «Міркування про зіпсованість природи людської та про допомогу, яку приносить нам справжня філософія до поправлення оної». У тих же «Творах» за 1818 р. знаходиться інший його твір: «Історичний погляд на Росію від основи монархії до поневолення її татарами». У наступному 1819 р. він закінчив курс університету зі ступенем кандидата, а в 1822 р. по витриманні іспиту був удостоєний ступеня магістра російської словесності. У 1823 р. був затверджений ад'юнктом російської словесності. У цьому році він виступив автором проекту про створення студентського учено-літературного гуртка і навіть склав статут цього товариства, який за деякими змінами був затверджений попечителем округу. 
За період 1819–1823 р. ним були надруковані такі твори:
- «Досліди у віршах» (Харків, 1819);
- «Царський бенкет у столиці слов'ян-переможців» (Речі, що промовлялися в урочистих зборах Харківського університету 30-го серпня 1820 р.);
- «Безсмертя душі», дифірамб. (Речі, що промовлялисяя … 30-го серпня 1821 р.);
- «Помпея», поема (X., 1822);
- «Про богозневагу», вірш. (Речі, що промовлялися … 30 серпня. 1823 р.).

У 1824 р. він був призначений редактором «Українського Журналу», що видавався Харківським університетом, а в наступному році йому було доручено і видання цього журналу. Крім цілого ряду віршів він помістив у цьому журналі ще такі статті: «Про користь і цілі поезії». З лекцій, читаних студентам в Імператорському Харківському університеті (1824 р., № 16 і 17); «Про стан освіти в Харкові» (1824 р., ч. III); «Розбір оди, обраної Ломоносовим з Іова» (1824 р., ч. I, № № 1, 2, 3); «Іван-Купало» (1824 р., ч. II, № 12). Викладачем поезії в Харківському університеті він залишався до 1826 р.